# 田靖华
田靖华（1990年2月23日—），辽宁省丹东市人，中国传媒大学毕业，中国中央电视台主持人。

## 生平
1990年2月23日，田靖华出生在 辽宁省丹东市。田靖华从中国传媒大学毕业。2013年7月，田靖华加入广东卫视出任《广东早晨》栏目主持人。2019年10月，参加《中央广播电视总台2019主持人大赛》，入围新闻30强选手。2021年6月14日，田靖华加入中国中央电视台中文国际频道，主播《中国新闻》。2021年7月16日，田靖华入选中央广播电视总台主持人名单。

## 家庭
田靖华的妻子孟语凡也是中国中央电视台主持人。已婚，育有一子（其子姓名暂未公布）